# Aix-Marseille Université

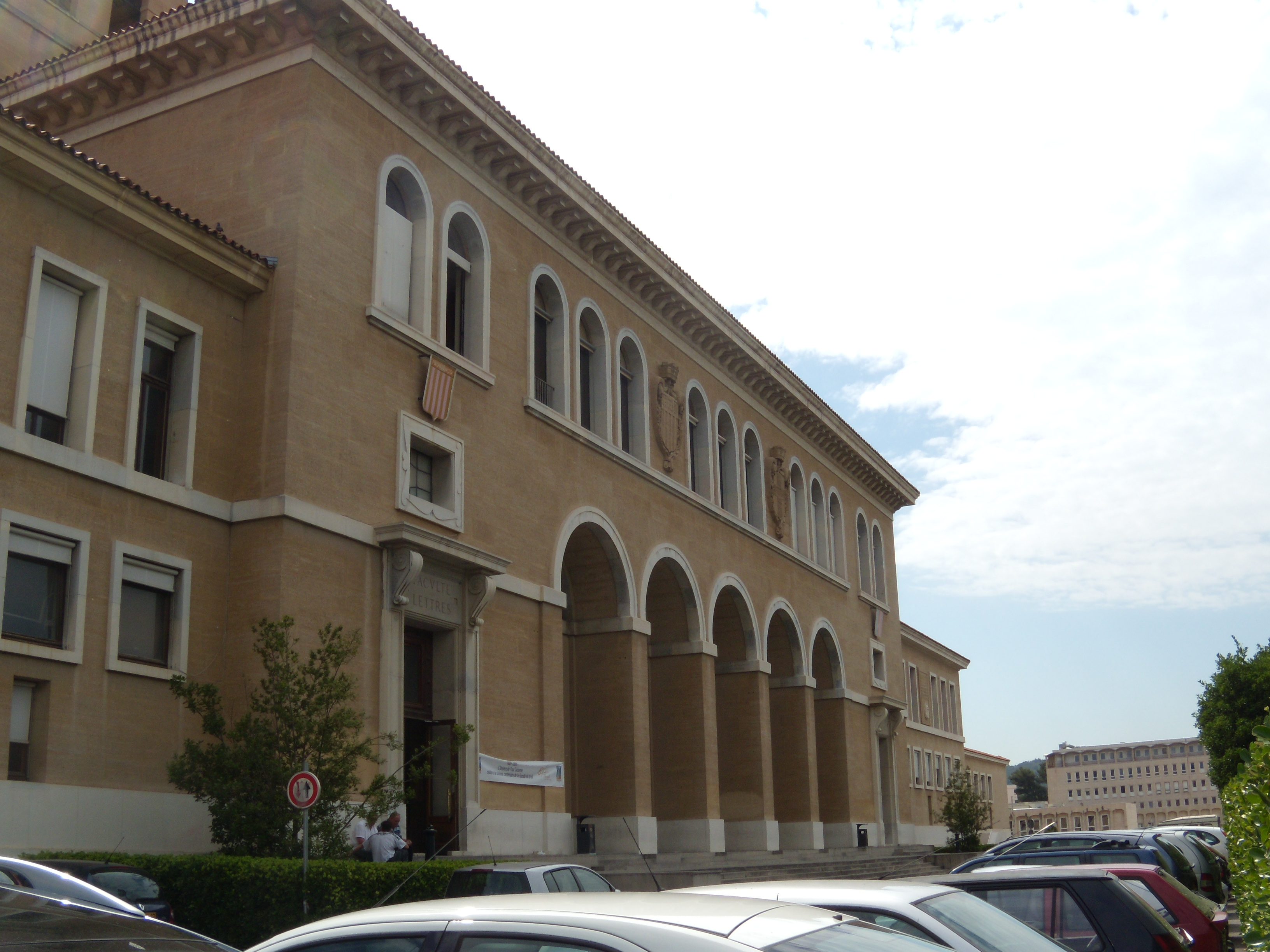
Juridiska fakulteten på Campus Aix-en-Provence

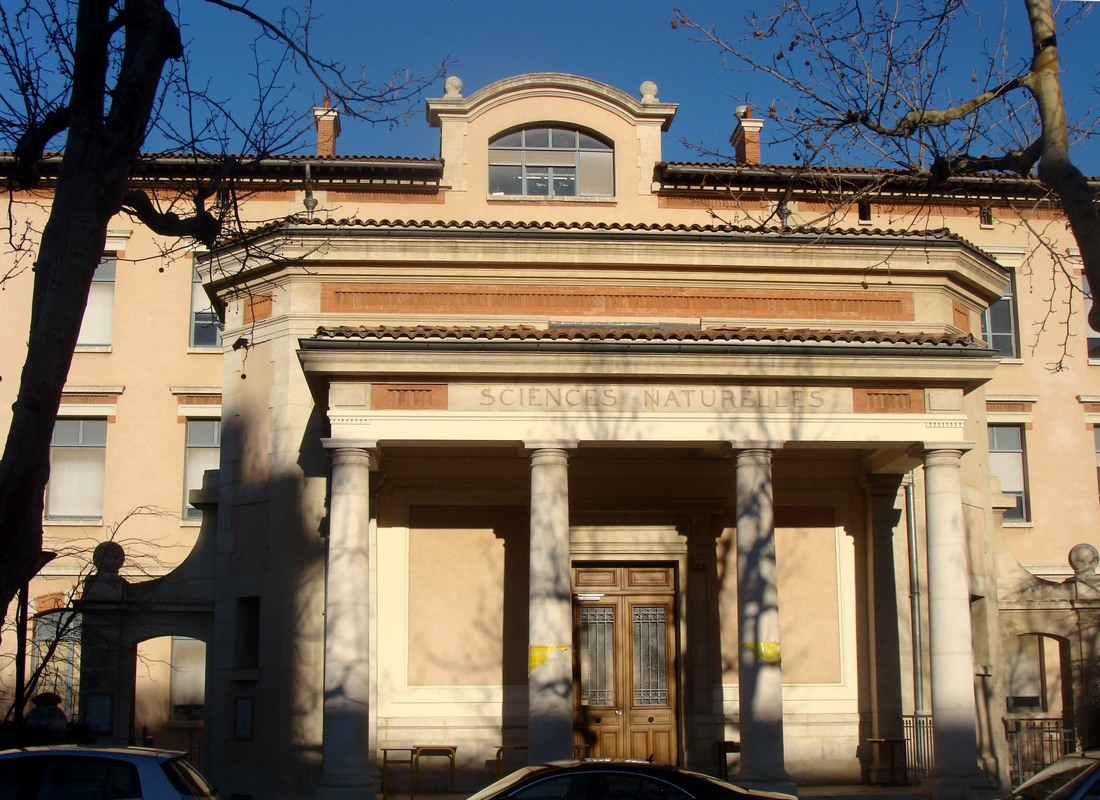
L'amphithéâtre de Sciences naturelles, en av de byggnader som uppfördes på nuvarande Campus Saint-Charles för l'Université de Provence mellan 1911 och 1914

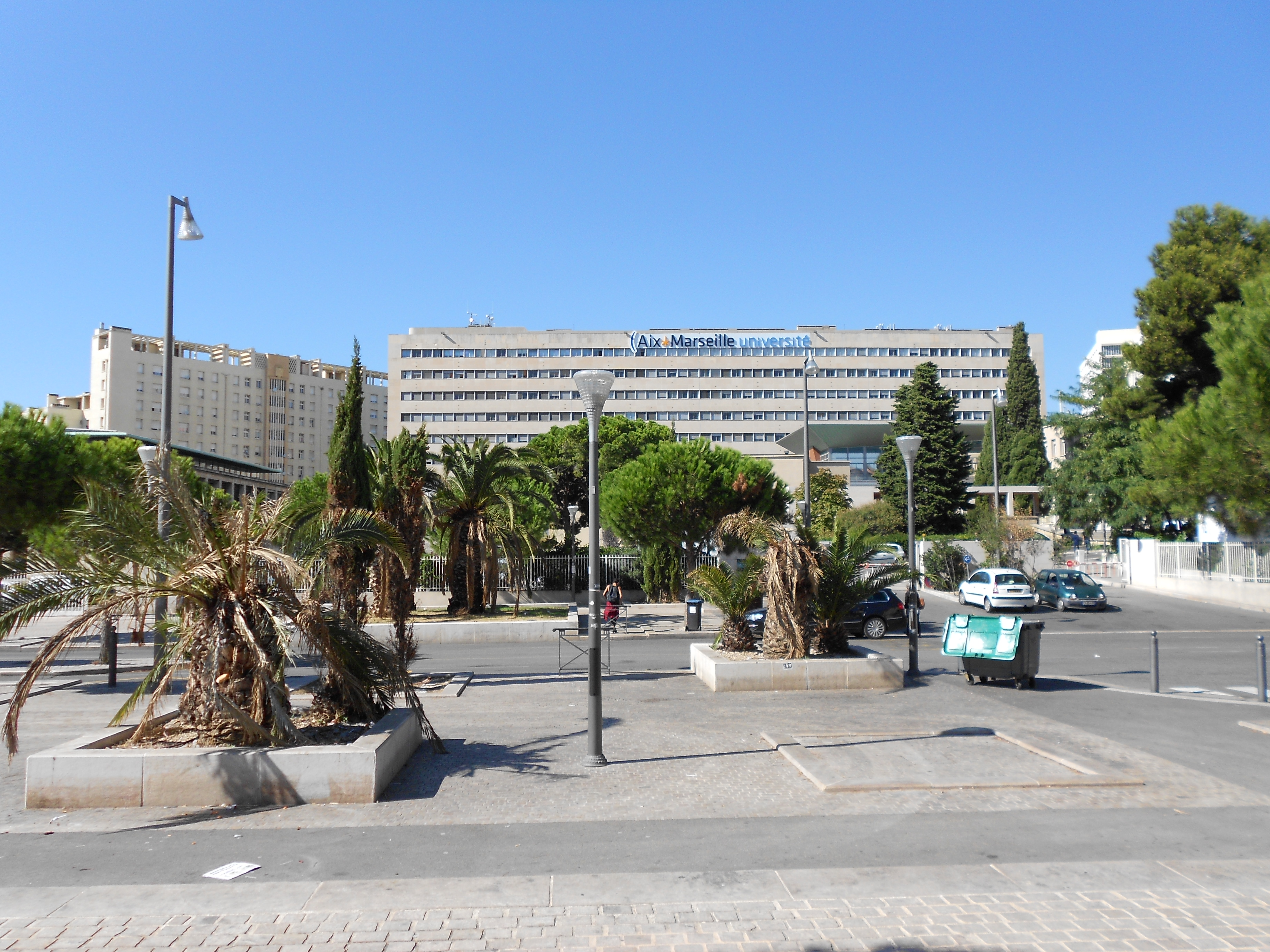
Hus nr 5 på Campus Saint-Charles

Aix-Marseille Université är ett franskt universitet i Marseille och Aix-en-Provence, som i sin nuvarande form organiserades 2012 genom en sammanslagning av Université d'Aix-Marseille I, Université d'Aix-Marseille II och Université d'Aix-Marseille III. Det har sina rötter i Université de Provence, som grundades 1409.
Aix-Marseille Université blev 2012, med omkring 80 000 studenter, det största frankofona universitetet i världen.

## Historik
Université du Provence grundades den 9 december 1409 som en studium generale av Ludvig II av Anjou, greve av Provence, och erkändes genom en påvlig bulla av motpåven Alexander V i Pisa. Dock hade högre utbildning i Aix-en-Provence förekommit redan dessförinnan i någon form sedan början av 1200-talet. Förekomsten av en doktor i teologi där 1100 finns dokumenterad, av en doktor i juridik 1200 och av en professor i juridik 1320. Ärkebiskopen av Aix-en-Provence och Arles, Thomas de Puppio, utsågs till universitetets förste kansler på livstid. Efter hans död 1420, valdes en ny kansler av lärarkollegiet, vilket är en ovanlig form för rektorsutnämning i Frankrike. 
År 1486 kom Provence under Frankrikes kung, men universitetets fortsatta existens godkändes av Ludvig XII av Frankrike och Aix-en-Provence fortsatte att vara ett betydande regionalt centrum. 
År 1603 grundade Henrik IV av Frankrike Collège Royal de Bourbon i Aix-en-Provence för studier i humaniora, inklusive filosofi, i tillägg till de traditionella fakulteterna inom universitetet, men organisatoriskt utanför detta. Denna läroanstalt blev ett bedydande lärosäte under ledning av Jesuitorden. Den var under 1500- och 1600-talen också en förberedande skola för studier på universitetet, vilket hade ensamrätt att utfärda examen i teologi, juridik och medicin. Examinander i dessa ämnen var dock också tvungna att först få en examen i filosofi, vilken bara gavs av skolan. Jesuiterna förvisades ur landet 1762, varefter skolan 1763   integrerades i universitetet som en fakultet för humaniora.
I och med Franska revolutionen upplöstes 1792 denna och andra universitet i Frankrike, men fakulteten för juridik och medicin i Aix-en-Provence kom att överleva. Under 1800-talet grundades nya fakulteter i Aix-en-Provence och Marseille, och 1896 återskapades universitet som institution i Frankrike. De olika fakulteterna i Aix-en-Provence och Marseille grupperades i det nya Université d'Aix-Marseille.
Efter studentkravallerna i maj 1968 delades universitetet upp i två universitet: Université d'Aix-Marseille I och Université d'Aix-Marseille II. Efter en omorganisation bildades 1973 också Université d'Aix-Marseille III'. Alla dessa tre sammanslogs 2012 till Université d'Aix-Marseille.

## Universitetets delar
Universitetet har huvudkontor i Pharo i Marseille och fem huvudcampus:
- Aix-en-Provence 
  - Quartier des facultés (humaniora, juridik, ekonomi)
  - Montperrin (juridik, naturvetenskap)
  - Centre ville (management, samhällsvetenskap, INSPÉ),
  - Puyricard (skogsvetenskap)
- Étoile, Marseille
  - Saint-Jérôme (naturvetenskap, ingenjörshögskola)
  - Château-Gombert (naturvetenskap)
- Marseille Centre
  - Saint-Charles (naturvetenskap, humaniora)
  - Canebière (juridik, lärarhögskola)
  - Colbert (ekonomi)
- Marseille La Timone (medicin på Site Nord och Site Timone, journalisthögskola)
- Marseille Luminy (naturvetenskap, idrottsvetenskap, École polytechnique universitaire de Marseille, ingenjörshögskola samt det astronomiska observatoriet "Pytheas")

Därutöver bedrivs verksamhet också i:
- Arles (juridik, ingenjörshögskola)
- Aubagne (naturvetenskap, konstvetenskap/medievetenskap)
- Avignon (lärarhögskola)
- Digne-les-Bains (ingenjörshögskola, lärarhögskola)
- Gap (idrottsvetenskap, ekonomi, ingenjörshögskola)
- La Ciotat (ingenjörshögskola)
- Lambesc  (ingenjörshögskola)
- Salon-de-Provence (ingenjörshögskola)